# Waterfall cities
Waterfall cities is een studioalbum van Ozric Tentacles. Het album verscheen eerst op de Amerikaanse markt, pas later kwam een officiële Europese uitgave via hun oorspronkelijke platenlabel Snapper Music. Het album kreeg binnen het genre goede kritieken, maar toch kwamen er ook opmerkingen, dat de Ozrics in hun eigen muziek bleven hangen, er was te weinig vernieuwing. Fans van de band waren een andere mening toegedaan en de Ozrics boorden ook nieuwe groepen aan, ze mengden trance in hun muziek.
Opnamen vonden plaats in de geluidsstudio At the Mill te Somerset, de privéstudio van Ed Wynne.

## Musici
- Ed Wynne – gitaar, synthesizers
- Christopher Seaweed Lennox-Smith – synthesizers
- John Egan – dwarsfluit
- Zia Geelani – basgitaar
- Conrad Rad Prince – slagwerk

## Muziek
| Nr. | Titel                                        | Duur  |
| --- | -------------------------------------------- | ----- |
| 1.  | Coily (Ozric Tentacles)                      | 7:19  |
| 2.  | Xingu (Wynne, Seaweed, Geelani)              | 7:27  |
| 3.  | Waterfall City (Wynne)                       | 11:03 |
| 4.  | Ch'ai? (Wynne, Seaweed, Geelani)             | 5:03  |
| 5.  | Spiralmind (Wynne, Ozric Tentacles, Geelani) | 11:41 |
| 6.  | Sultana Detrii (Ozric Tentacles)             | 9:18  |
| 7.  | Aura Borealis (Wynne)                        | 5:40  |